# NAFI Stuttgart
Nafi Stuttgart (Eigenschreibweise: N.A.F.I. Stuttgart) ist ein deutscher Futsal- und Fußballverein aus Stuttgart. Die Futsalmannschaft gewann einmal den DFB-Futsal-Cup, die deutsche Meisterschaft im Futsal. Derzeit (September 2022) findet im Verein kein Spielbetrieb statt.

## Geschichte
Der Verein entstand aus einer Hobbymannschaft, die sich um das Jahr 2005 gründete. Fünf Jahre später schloss sich die Mannschaft dem Türk SC Stuttgart an. Nachdem sich dieser Verein aufgelöst hatte, spielte das Team als Hilalspor Stuttgart weiter. Im Jahre 2013 erfolgte die Umbenennung in Nafi Stuttgart. Da man beim Württembergischen Fußballverband der Meinung war, dass es sich bei Nafi um einen Familiennamen handelt und dieser daher als Vereinsname unzulässig sei, wurden Punkte zwischen die Buchstaben gesetzt. Laut des Vereinspräsidenten steht Nafi für Neuer Amateurfußball international. Allerdings sagt die Website des Vereins, dass der Name vom Sponsor Nafis Bakirci herrührt.

### Futsal
Unter dem Namen TSC Stuttgart qualifizierte sich die Mannschaft 2008 erstmals für den DFB-Futsal-Cup und wurde nach einer 3:6-Finalniederlage gegen den UFC Münster deutscher Vizemeister. Nachdem das Team 2009, 2012 und 2013 jeweils vorzeitig ausschied, gewann der Verein 2014 die deutsche Meisterschaft. Nach Siegen über Hamburg Panthers und UFC Münster zogen die Stuttgarter erneut ins Finale ein, in dem Holzpfosten Schwerte mit 5:3 besiegt wurde. Ein Jahr später revanchierten sich die Schwerter durch einen 10:4-Sieg im Halbfinale. Aus nicht bekannten Gründen nahmen die Stuttgarter nicht an der im Jahre 2015 eingeführten Regionalliga Süd teil und spielten nunmehr zweitklassig.

### Fußball
Auch im Fußball war Nafi Stuttgart aktiv. Die erste Mannschaft stieg im Jahre 2015 in die Bezirksliga Stuttgart und 2017 in die Landesliga auf. Zur Winterpause der Saison 2018/19 belegte Nafi den zweiten Platz in der Landesliga, wegen ausbleibender Gehaltszahlungen und vereinsinterner Streitigkeiten beendete die Mannschaft die Saison sportlich nur auf dem elften Tabellenplatz. Zur Saison 2019/20 meldete der Verein keine Mannschaft mehr und wurde deshalb auf den letzten Tabellenplatz der Landesligasaison 2018/19 gesetzt.

## Erfolge
- DFB-Futsal-Cup-Sieger: 2014